# Sanhekou (sockenhuvudort i Kina, Hunan Sheng, lat 29,63, long 110,82)
Sanhekou (kinesiska: 三合口, 三合口乡) är en sockenhuvudort i Kina. Den ligger i provinsen Hunan, i den södra delen av landet, omkring 260 kilometer nordväst om provinshuvudstaden Changsha. Antalet invånare är 7 987. Befolkningen består av 3 823 kvinnor och 4 164 män. Barn under 15 år utgör 14,0 %, vuxna 15-64 år 70 %, och äldre över 65 år 14,0 %.
Runt Sanhekou är det ganska tätbefolkat, med 166 invånare per kvadratkilometer. Närmaste större samhälle är Jiangya, 14,8 km söder om Sanhekou. I omgivningarna runt Sanhekou växer i huvudsak blandskog.
Genomsnittlig årsnederbörd är 1 698 millimeter. Den regnigaste månaden är september, med i genomsnitt 277 mm nederbörd, och den torraste är december, med 17 mm nederbörd.